# The Wise Kids
Pour plus de détails, voir Fiche technique et Distribution.
The Wise Kids est un film dramatique américain écrit et réalisé par Stephen Cone (en), sorti en 2011.

## Synopsis
Brea (Molly Kunz), Laura (Allison Torem) et Tim (Tyler Ross) sont trois amis proches en classe de terminale. Ils fréquentent la même église baptiste en Caroline du Sud. Alors qu'ils se préparent pour leur vie après la remise de diplôme, Brea doute de sa foi et Tim a une attirance pour les garçons ; au désarroi de la pieuse Laura. Les doutes de Brea s'amplifient lorsqu'elle recherche les contradictions dans la Bible. Elle devient amie avec Cheryl (Sadie Rogers), qui lui avoue qu'elle ne croit pas en Dieu.
Également membre de la congrégation, Elizabeth (Sadieh Rifai) souffre du manque de relations intimes avec son mari Austin (Stephen Cone), directeur de la chorale de l'église. Austin est lui-même confronté à son attirance pour les hommes et embrasse Tim lors d'une soirée. Sa femme flirte avec le potentiel directeur de l'église, marié, Dylan (Cliff Chamberlain). Elizabeth et Austin sortent pour leur anniversaire de mariage et se rendent saouls, mais Austin n'arrive pas à avoir de rapports sexuels avec sa femme.
Tim fait son coming out auprès de son père célibataire Jerry (Matt DeCaro), qui accepte la sexualité de son fils après quelques réticences. Le petit frère de Tim, Brad (Jacob Leinbach), a plus de difficultés avec la nouvelle. Tim et Brea emmènent Cheryl dans une boite de nuit, où Tim embrasse un danseur. Laura se sent de plus en plus en décalage avec Tim et Brea, notamment lorsque ceux-ci sont acceptés à l'université de New York. Elle essaye alors de se rapprocher d'April (Alyssa Puckett). Laura, Brea et Tim passent une dernière soirée ensemble avant l'université ; Laura tente de convaincre Brea de rester fidèle à sa foi.
Les trois amis reviennent à la maison après un premier semestre à l'université. Laura sort désormais avec Patrick, le cousin d'April. Tim et Brea sont encore plus proches qu'auparavant. Jerry demande à son fils s'il a rencontré quelqu'un à l'université, Tim lui suggère de chercher aussi l'amour. Austin avoue à Tim sa probable homosexualité. Tim lui révèle également son orientation sexuelle, Austin pleure sur son épaule.
Le film s'achève sur le spectacle de Noël de l'église. Austin susurre « je t'aime » à Elizabeth, qui lui réponds « je t'aime aussi ».

## Fiche technique
- Titre original : The Wise Kids
- Réalisation : Stephen Cone (en)
- Scénario : Stephen Cone
- Photographie : Stephanie Dufford
- Musique : Mikhail Fiksel
- Production : Stephen Cone, Laura Klein, Sue Redman
- Société de distribution : Wolfe Video (en)
- Budget :
- Pays d'origine :  États-Unis
- Langue originale : anglais
- Durée : 95 minutes
- Sortie : 9 juillet 2011 (Outfest)

## Distribution
- Molly Kunz : Brea
- Tyler Ross : Tim
- Allison Torem : Laura
- Matt DeCaro : Jerry
- Sadieh Rifai : Elizabeth
- Stephen Cone : Austin
- Cliff Chamberlain : Dylan
- Sadie Rogers : Cheryl
- Ann Whitney : Ms. Powell
- Rodney Lee Rogers : Pastor Jim
- Lee Armstrong : Harry
- Laurel Schroeder : Erin
- Sharon Graci : Kathy
- Sullivan Hamilton : Haley
- Jonathan Jones : Josh
- Jacob Leinbach : Brad
- Tessa Nicole : Savannah
- Porter Spicer : Matthew
- Eric Hulsebos : Ryan
- Alyssa Puckett : April

## Production
The Wise Kids est le second long-métrage de Stephen Cone (en). Le film est en partie inspirée par la vie du réalisateur, qui le décrit comme « semi-autobiographique » : Stephen Cone est le fils d'un pasteur baptiste et a grandi en Caroline du Sud avant de s'installer à Chicago. Il dit s'orienter vers ce projet depuis qu'il a appris la réalisation en autodidacte en 2005.
Pour produire son film, Stephen Cone lance une campagne de financement participatif sur Kickstarter avec un objectif de 17 500 dollars. 277 contributeurs permettent de lever 17 830 dollars. The Wise Kids est tourné durant l'été 2010 à Charleston, en Caroline du Sud, avec des équipes de Chicago et Charleston.

## Sortie et accueil

### Sortie
La première mondiale de The Wise Kids a lieu le 9 juillet 2011 lors du festival Outfest de Los Angeles. Le film bénéficie également d'une première à Chicago le 3 novembre, pour l'ouverture du Reeling Gay and Lesbian Film Festival, et à Charleston le 19 novembre.
Wolfe Video (en) acquiert en juillet 2012 les droits pour la diffusion du film en VOD et DVD à travers le monde, à l'exception de la France. The Wise Kids sort en VOD en novembre 2012 et en DVD en janvier 2013.

### Réception critique
Sur l'agrégateur de critiques Rotten Tomatoes, The Wise Kids obtient 100 % de critiques positives et une note moyenne de 7,8 sur 10 (sur 9 critiques). Se basant sur 5 critiques, Metacritic lui attribue un score de 74, indiquant des critiques généralement positives.
Roger Ebert qualifie le film de « honnête, perspicace et subtile » (« honest, observant, and subtle »). Pour Stephen Holden du New York Times, le film est « infailliblement bienveillant envers ses personnages » et évite de tomber dans les guerres culturelles entre évangéliques et laïcs, préférant « un sincère intérêt pour l'autre » à « des confrontations mélodramatiques » (« Unfailingly kind to its characters, “The Wise Kids” is devoid of the evangelical versus secular rhetoric of today's culture wars (...) Instead of melodramatic confrontations, there is only genuine mutual concern. »).
J.R. Jones du Chicago Reader estime que le film « réussit ce que certains considèrent comme une victoire ultime pour un film gay — ne pas nécessairement être considéré comme tel » (« it scores what some might consider the ultimate victory for a gay film—that it needn't be considered one »). Le magazine classe The Wise Kids en 8e position des meilleurs films de 2011.
Pour Michael Phillips du Chicago Tribune, le film pourrait être « accusé d'extrême gentillesse et politesse, jusqu'à l'irréel, compte tenu des sentiments et des émotions torturées impliquées » mais juge que c'est grâce à cela que le film fonctionne (« The film might be accused of extreme gentleness and civility, to the point of unreality, given the feelings and tortured emotions involved. But that's also what makes "The Wise Kids" work »). Toujours dans ce journal, Matt Pais résume cependant le film à « une poignée de moments efficaces entre des regards de côté et des silences pour tuer le temps » (« merely a handful of effective moments packed between sideways glances and time-killing silence »).
En 2017, Michael Gerson (en) estime dans le Washington Post que The Wise Kids est « le meilleur portrait de la sous-culture évangélique sans la ridiculiser » (« Best Movie Depiction of the Evangelical Subculture Without Lampooning It »). Pour lui, il s'agit d'un film important, qui « dépeint une communauté religieuse traditionnelle au milieu d'un tremblement de terre moral » (« it depicts a traditional religious community in the midst of a moral earthquake ») et qui devrait être plus largement diffusé.

### Récompenses
À l'Outfest, le film reçoit le prix du meilleur drame et du meilleur scénario de la part du grand jury du festival.